# ルートヴィヒ・ロッテンベルク
ルートヴィヒ・ロッテンベルク（Ludwig Rottenberg, 1864年10月11日 - 1932年5月6日）は、オーストリアの指揮者、作曲家。

## 略歴
オーストリア帝国領だったチェルニウツィーの生まれ。ウィーン音楽院に学んだ。フランクフルト歌劇場に永らくあって同歌劇場のオペラ上演水準、座付きオーケストラの演奏水準を大いに向上させた。フランツ・シュレーカーの歌劇『はるかなる響き』（1912年）、『烙印を捺された人々』（1918年）、『宝探し』（1920年）をそれぞれ初演したほか、ハンス・プフィッツナーの歌劇『あわれなハインリヒ』、クロード・ドビュッシーの抒情劇『ペレアスとメリザンド』、あるいはリヒャルト・シュトラウスの歌劇『エレクトラ』のドイツ国内での普及にも尽力した。なお、ルートヴィヒの娘ゲルトルートは、作曲家パウル・ヒンデミットの妻となった。ホッホ音楽院で後進の指導にあたったが、1932年にフランクフルトで没した。

## 作品
- 歌劇『兄弟』（1915年）
- ハイネの詩による12の歌曲（1920年頃）

## 外部リンク

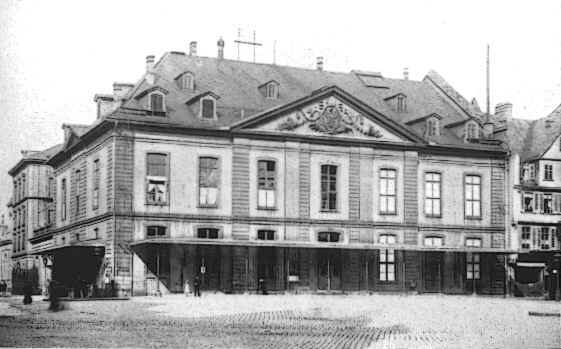
フランクフルト歌劇場（1902年）